# Almila Bağrıaçık
Almila Bağrıaçık, (Ankara, 10 de juliol de 1990) és una actriu de cinema i sèries de televisió turca. Nascuda a Turquia el 1990, als cinc anys es va traslladar a Berlín, on el seu pare era el representant del diari turc Milliyet a Alemanya. Inici la seva carrera d'actuació a Alemanya i avui salta a la fama en Turquia, amb sèries de televisió, com Hayat Şarkısı (Canço de vida). Almila Bağrıaçık parla cinc idiomes: turc, alemany, anglès, castellà i francès.